# 荣华街街道
荣华街街道，是中华人民共和国甘肃省武威市凉州区下辖的一个乡镇级行政单位。

## 行政区划
荣华街街道下辖以下地区：
荣华社区和新关村。